# Трищин
Трищин (пол. Tryszczyn, нім. Trischen) — село в Польщі, у гміні Короново Бидґозького повіту Куявсько-Поморського воєводства.
Населення — 1138 осіб (2011).
У 1975-1998 роках село належало до Бидгощського воєводства.

## Демографія
Демографічна структура станом на 31 березня 2011 року:
|          | Загалом | Допрацездатний вік | Працездатний вік | Постпрацездатний вік |
| -------- | ------- | ------------------ | ---------------- | -------------------- |
| Чоловіки | 561     | 134                | 373              | 54                   |
| Жінки    | 577     | 103                | 356              | 118                  |
| Разом    | 1138    | 237                | 729              | 172                  |